# شهرستان نور
شهرستان نور  شهری است در استان مازندران که از شمال به دریای مازندران، از شرق به شهرستان آمل، از شمال شرق به شهرستان محمودآباد از جنوب به استان تهران، از جنوب غرب به استان البرز و از غرب به شهرستان نوشهر و شهرستان چالوس متصل است. مردم شهرستان نور به زبان مازندرانی و با لهجه نوری که خاص مردم این منطقه است صحبت می‌کنند.
نام نخست شهرستان نور در گذشته رستمدار بوده که متشکل از چهار ناحیه شهری ناتل، بلده، تمیشان و ماهان بوده است. در جدیدترین کشفیات باستان‌شناسی در این شهر آثاری از دورهٔ اشکانیان پیدا شده است. در تاریخ شهرستان نور به همراه شهرستان نوشهر و شهرستان چالوس ایالت کهن رویان را تشکیل می‌دادند که گاهی مرز غربی آن تا هوسَم (رودسر فعلی در استان گیلان) نیز ادامه میافت. این شهرستان در غرب استان واقع شده است و مرکز آن شهر نور است. نور یکی از قدیمی‌ترین نواحی شهرنشین طبرستان (مازندران کنونی) بوده که به گواهی تاریخ رستمدار نام داشته است. رستمدار به منظور شغل قالب مردم که ماهیگیر بوده‌اند و با قایق به ماهیگیری می‌پرداختند اطلاق می‌گشت. تمیشه نام پایتخت بخش ساحلی حکومت رویان بوده که بنای کنونی شهر نور بر آن قرار دارد. نام دیگر قدیمی آن که حتی ساکنان کنونی آن نیز گهگاه به جای نور به کار می‌برند، سولده است. نام کنونی نور از رودخانه نور گرفته شده که از کوه‌های البرز سرچشمه می‌گیرد.

## منطقه کجور
محدوده تاریخی کجور از شمال به دریای مازندران از غرب به رود چالوس از شرق به سولده (نور) و از جنوب به دره نور محدود می‌شود. منطقه کجور به همراه کلارستاق، لنگا، تنکابن، سختسر و هوسم بخشی از رویان کهن بود که بعدها رسمتدار نام گرفت. رویان کهن از نواحی غربی طبرستان محسوب می‌شده است.

## تقسیمات کشوری
| نقشه استان مازندران به تفکیک شهرستان دریای مازندران رامسر تنکابن عباس آباد کلاردشت چالوس نوشهر نور محمودآباد آمل فریدون کنار سیمرغ بابلسر بابل قائم‌شهر جویبار سوادکوه شمالی سوادکوه ساری میان دورود نکا بهشهر گلوگاه سمنان تهران البرز گیلان گلستان قزوین |

شهرستان نور در سال‌های نه چندان دور با نام سولده بخشی از شهرستان آمل بوده است. این شهرستان پس از جدا شدن از آمل دارای سه بخش مرکزی، بلده و چمستان می‌باشد. بخش مرکزی شهرستان نور شامل شهرهای نور (مرکز شهرستان)، رویان (علمده) و ایزدشهر می‌باشد و از روستاهای مهم آن عباسا، تاشکوه، لاویج و سلیاکتی است لیکن متعاقب تصویب طرح جامع نور توسط شورایعالی معماری وزارت راه و شهرسازی اکنون منطقه بزرگ و توریستی رستم رود قسمتی از شهرنور محسوب می‌شود. بخش چمستان به مرکزیت شهری به همین نام در فاصله ۱۵ کیلومتری جنوب شرقی نور، در مجاورت شهرستان آمل قرار دارد. بخش بلده نیز به مرکزیت شهری قدیمی به همین نام در ۸۵ کیلومتری جنوب شهر نور قرار دارد و پل ارتباطی میان دو جاده مهم هراز و چالوس است.
- بخش مرکزی شهرستان نور
  - دهستان میان‌بند
  - دهستان ناتل‌کنار سفلی
  - دهستان ناتل‌کنار علیا

شهرها: نور، رویان و ایزدشهر.
- بخش بلده
  - دهستان اوزرود
  - دهستان تتارستاق
  - دهستان شیخ فضل‌الله نوری

شهرها: بلده
- بخش چمستان
  - دهستان لاویج
  - دهستان میان‌رود
  - دهستان ناتل‌رستاق

شهرها: چمستان

## معرفی روستاهای بخش مرکزی شهرستان نور

### روستاهای دهستان ناتل کنار علیا
- سرکاج با ۱۱۶ خانوار و ۶۳۰ نفر جمعیت (۳۳۰ مرد، ۳۰۰ زن) و حدود ۴۱۵ نفر با سواد دارد. فاصله این روستا تا مرکز بخش ۵/۸ کیلومتر است و راه اصلی این روستا آسفالت است و زبان اهالی روستا فارسی با گویش محلی. در این روستا آب لوله‌کشی، برق، گاز، تلفن، خانه بهداشت، تعمیرگاه ماشین، حمام وجود دارد. از محصولات مهم روستا برنج و مرکبات می‌باشد.
- عباسا با ۸۰۰ خانوار و ۴۷۵۰ نفر جمعیت (نیازمند منبع) یکی از بزرگ‌ترین روستاهای شهرستان نور می‌باشد که فاصله تا مرکز بخش ۵/۵ و راه اصلی آن آسفالت است. زبان مردم فارسی با گویش محلی است. آب لوله‌کشی- برق، گاز، تلفن، خانه بهداشت –دفتر مخابراتی، صندوق پست نیز دارد از محصولات مهم روستا برنج، مرکبات و کاشت انواع سبزی‌ها می‌باشد.
- شهرکلا با ۲۵۰ خانوار و ۱۸۵۰ نفر جمعیت (۹۸۶مرد ۸۶۴ زن)۱۲۶۰ نفر با سواد دارد. فاصله تا مرکز بخش ۵/۶ کیلومتر است راه اصلی آن آسفالت است و زبان مردم فارسی با گویش محلی مازنی. در این روستا آب لوله‌کشی، برق، گاز، خانه بهداشت، تلفن و یک مسجد وجود دارد از محصولات مهم روستا برنج می‌باشد.
- گندیاب پایین با ۲۷۰ خانوار و ۱۴۵۰ نفر جمعیت (۷۰۳ مرد، ۷۴۷ زن)۹۵۴نفر با سواد می‌باشد فاصله تا مرکز بخش ۴ کیلومتر و راه اصلی آن آسفالت است و زبان مردم فارسی با گویش محلی. در این روستا آب لوله‌کشی، برق، تعمیرگاه ماشین، جایگاه پمپ گاز، تلفن، خانه بهداشت و یک مسجد وجود دارد و از محصولات آن برنج و مرکبات است.
- سلیاکتی با ۲۷۳ خانوار و ۱۹۶۰ نفر جمعیت، ۱۱۶۳ نفر با سواد دارد. فاصله تا مرکز بخش ۷ کیلومتر و راه اصلی آن آسفالت است و زبان مردم مازنی (طبری). آب لووله کشی، برق، گاز، تلفن، دفتر مخابرات، صندوق پست، خانه بهداشت، جایگاه عرضه سوخت، شرکت تعاونی و مسجد وجود دارد. محصولات مهم آن برنج و انواع سبزی‌ها می‌باشد.
- خوریه (خوریه، ناتل، خوردینکلا) با ۱۴۴ خانوار و ۸۴۰ نفر جمعیت (۴۱۵ مرد، و۴۲۵زن)، ۴۳۵ با سواد دارد. فاصله تا مرکز بخش ۵/۷ کیلومتر و راه اصلی آن آسفالته است و زبان مردم فارسی با گویش محلی. در این روستا آب لوله‌کشی، برق، تلفن، حمام، خانه بهداشت و مسجد وجود دارد. محصولات مهم روستا برنج، مرکبات، انواع سبزیجات است. (ناتل دارای قبرستان بزرگ وسه بقعه زیارتی می‌باشد)
- کاردگرکلا با ۱۱۶ خانوار جمعیت (۳۴۵ مرد، ۲۶۲ زن) ۴۸۵ نفر با سواد دارد. فاصله آن تا مرکز بخش ۵/۹ کیلومتر و راه اصلی آسفالت است و زبان مردم فارسی با گویش مازنی. در این روستا آب لوله‌کشی، برق، گاز، تلفن، دفتر مخابرات، خانه بهداشت و کارخانه برنجکوبی ۲ باب و اداره جنگل‌بانی و یک مسجد وجود دارد. محصول مهم آن برنج می‌باشد.

### ناتل کنار سفلی
رستم رود ناحیه‌ای است در بخش مرکزی شهرستان نور که متعاقب تصویب طرح جامع شهرنور در آذر ماه ۱۳۹۲ این منطقه سرسبز و گردش پذیر در شهر نور ادغام و اکنون جزء محدوده قانونی این شهر محسوب می‌شود. جمعیت رستمرود تا قبل از الحاق ۹۴۷ خانوار یا ۳۲۱۷ نفر البته با احتساب ساکنین شهرک‌های ساحلی مجاور آن (نفت_ آرام_گالیگاژ و…) بود. فاصله رستم رود تا مرکز شهر حدود ۵ کیلومتر و راه اصلی آن آسفالته (اتوبان) زبان مردم فارسی با گویش مازنی (طبری) است. دارای چند واحد آموزشی اعم از مدارس ابتدائی و دبیرستان نظام جدید است در این ناحیه آب شرب شهری، برق، گاز، تلفن، پست بانک، سالن ورزشی صالحین، خانه بهداشت ، پاسگاه منابع طبیعی، فاطمیه، دو حسینیه کریم اهل بیت وحسینیه تعزیه خوانی باب‌الحوائج، داروخانه، استراحتگاه مخابرات، درمانگاه فرهنگیان، ورزشگاه ۳۵۰۰ نفره در حال ساخت، برج عظیم تجارتی وزارت ارتباطات، رستوران، پایگاه هلال احمر و دو مسجدبزرگ و چشم‌انداز به نام‌های جامع و صاحب الزمان و واحد خدمات شهری تحت تابعیت شهرداری نور وجود دارد. از جمله محصولات مهم آن برنج و مرکبات و انواع سبزی‌ها می‌باشد. شغل اغلب اهالی کشاورزی و بعضاً صیادی، مغازه‌داری یا شاغل در ادارات و نهادها است.
سیاه‌کلا با ۹۲ خانوار ۴۱۹نفر جمعیت (۲۰۵مرد، ۲۱۴زن) ۲۹۷ با سواد دارد فاصله تا مرکز بخش ۹ کیلومتر می‌باشد و راه اصلی روستا، آسفالت است و و زبان مردم فارسی با گویش محلی مازنی است. این روستا دارای اینترنت پرسرعت، دبستان، آب لوله‌کشی، برق، گاز، تلفن، خانه بهداشت و دو مسجد وجود دارد. از محصولات مهم روستا برنج و مرکبات است.

### روستاهای دهستان میانبند
کاسگرمحله با ۳۳۲ خانوار و ۲۴۵۰ نفر جمعیت (۱۳۶۰ مرد و ۱۰۹۰ زن) فاصله تا مرکز بخش ۵/۷ کیلومتر و راه اصلی آن آسفالته است و زبان مردم فارسی با گویش مازنی. در این روستا برق، تلفن و دو مسجد وجود دارد. محصولات مهم آن برنج و حبوبات و مرکبات است.
تاشکوه سفلی با ۲۰۵ خانوار و ۱۵۵۰ نفر جمعیت (۸۵۰ مرد، ۷۰۰ زن) و ۹۸۲ نفر با سواد دارد و راه اصلی آن آسفالته می‌باشد. زبان اهالی با گویش محلی می‌باشد در این روستا برق، گاز، تلفن، خانه بهداشت، دبستان، مدرسه راهنمایی و دو مسجد می‌باشد. مهم‌ترین محصولات این منطقه گردو فندق برنج و مرکبات می‌باشد. وروستاهای بخش میانبند در تقسیمات کشوری علی الصول تاشکو سفلی و علیا وکردمحله جز منطقه میانبند محسوب می‌شوند اما میانبند واقعی تشکیل می‌شود دوازده روستای توریستی که جمعیت بومی آن پانصد خانوار وخوش نشین‌های عربی دوتابیعیتی امارات کویت بحرین صدخانوار وباقیمانده آن دوهزار خانوار می‌باشند که هر ماه در حال افزایش هست. به‌طور تقریبی دوهزاروششصد خانوارجمعیت حال حاضر بخش میانبند واقعی می‌باشد که متشکل از روستاهای شهردارمحله سوردارودرویشکلا دهک لزیر لشکنار چالسیو گنج ده میانرودبار پارک افراچال وازک پیمد گلندرود اسپی او از مناطق اصلی میانبند در ارتفاع هزاروسیصد الی هزار هشتصد متر واقع شده‌اند که دارای تاریخی از دوران زرتشت با کاوش‌های انجام شده وقبرهای گبری زیاد به خط میخی گواه مطلب وجود قبور امامزادگان سوردارودرویشکلا ودهک ولزیر وتابن دره با هفتاد قبر سادات واقا شیردارچن لشکنار وامامزاده چارسی نشان از حضور اعراب وپناهگاه ومامن امن سادات علوی بوده هست وامروز با داشتن تحصیلکردهای با استعدادی با فعالیت در سطوح بالا از افتخارات منطقه محسوب می‌شود مرحوم حجت‌الله خطیب چهره ورزشی معروف کشور ومدیرکل ومدیر عامل تیم پرسپولیس و بهترین سرپرست دوران کشتی در المپیک لندن با بیشترین مدال تاریخ کشتی ایران وپزشکان متبحر ومعاون دادسرای کارکنان دولت و مهندسین ودکترای شاغل در دانشگاه‌های اروپا وجواان با استعدادی که هم‌اکنون در ادارات مرکز کشور در حال خدمت و انتقال تجارب علمی در آبادانی ورشد علمی کشور دخیل هستند. (خالق دوستان کارشناس علم حقوق ومولف اولین مجموعه قوانین انتخابات ج.ا. ا و کارشناس مسول قراردادهای وزارت ارتباطات واطلاعات)

## روستاهای دهستان ناتل رستاق
- جوربند در دهستان ناتل رستاق قرار دارد و براساس سرشماری مرکز آمار ایران در سال ۱۳۸۵، جمعیت آن ۱۸۷۰ نفر (۵۳۷خانوار) بوده است. مردم این روستا به زبان مازندرانی صحبت می‌کنند.
- سید کلا با ۲۱۷ خانوار و ۱۲۸۷ نفر جمعیت ۸۵۴ نفر باسواد دارد فاصله آن تا مرکز بخش ۵/۵ کیلومتر، راه اصلی آن آسفالت است. زبان مردم روستا فارسی با گویش محلی مازنی. در این روستا برق، دفتر مخابرات، تلفن، خانه بهداشت و یک مسجد وجود دارد. محصولات مهم آن برنج و مرکبات می‌باشد و بقعه آقا سید فضل‌الله در این روستا واقع شده است.
- مرداب با ۹۴ خانوار و ۴۸۳ نفر جمعیت می‌باشد فاصله تا مرکز بخش ۶ کیلوتر و راه اصلی آن آسفالت می‌باشد. زبان اهالی فارسی با گویش محلی می‌باشد. در این روستا برق، دفتر مخابرات، تلفن، حمام، خانه بهداشت و مسجد وجود دارد. از محصول مهم این روستا برنج می‌باشد.
- عباسکلا با ۱۳۱ خانوار و ۷۱۹ نفر جمعیت می‌باشد فاصله آن تا مرکز بخش ۴ کیلومتر، راه اصلی روستا آسفالته می‌باشد. زبان مردم فارسی با گویش محلی مازنی است. در این روستا آب لوله‌کشی، برق، تلفن، خانه بهداشت و یک مسجد وجود دارد و محصولات مهم روستا برنج و مرکبات می‌باشد.[۴][۵]

= لاویج بهشت گمشده

## معرفی روستاهای بخش چمستان
- شیرکلا: روستای شیرکلا روستایی در دل طبیعت و جنگل‌های سرسبز و شالیزار است. این روستا در استان مازندران، در جاده آمل به چمستان با ۳ کیلومتر جاده فرعی اختصاصی قرار دارد و از شهر آمل ۱۸ کیلومتر و از شهر چمستان ۱۲ کیلومتر و از شهر نور ۳۳ کیلومتر فاصله دارد. همچنین از راه فرعی داخل جنگل ۱۳ کیلومتر ی دریا و شهر محمودآباد می‌باشد. این روستا از نظر محدوده جغرافیایی و تقسیمات کشوری جزو شهرستان نور می‌باشد.

شیرکلا بیش از ۲۵۰۰ نفر جمعیت دارد و یک حلقه بزرگ شالیزار به وسعت تقریبی ۴۰۰ هکتار آن را احاطه کرده که بعد از آن حلقه نیز یک نیم حلقه دومی با جنگل‌های انبوه و طبیعی با وسعت بیش از ۵۰۰ هکتار آن را پوشش داده است و انتهای این جنگل به نوار ساحلی دریای خزر و پارک جنگلی نور متصل می‌گردد؛ رودخانه آلشرود نیز از کنار این روستا می‌گذرد. پشت سر این روستا روستای معصوم‌آباد با جمعیت تقریبی ۱۵۰۰ نفر و کاملاً چسبیده به شیرکلا قرار دارد به‌طوری‌که برای بیشتر گردشگران تشخیص حد مرزی بین این دو روستا مشکل به نظر می‌رسد. بعد از روستای معصوم‌آباد روستای کوچک دیگری به نام نرگس کتی قرار دارد. جاده اصلی دو روستای معصوم‌آباد و نرگس کنی به روستای شیرکلا منتهی می‌شود و جاده فرعی۳ کیلومتری بین سه روستای شیرکلا و معصوم‌آباد و نرگس کتی مشترک می‌باشد.
روستای شیرکلا دارای یک مدرسه ابتدائی و یک مدرسه راهنمائی، دو مسجد، دو باب نانوایی لواش و بربری، دو باب حمام عمومی، دو باب کارخانه شالیکوبی و بیش از ده‌ها مغازه مختلف می‌باشد. شیرکلا دارای یک دهیاری و یک سالن ورزشی سرپوشیده نیز می‌باشد. این روستا در حال حاضر پذیرای تعداد قابل توجهی از مسافرین و توریست‌های داخلی می‌باشد و در سال‌های اخیر تعداد قابل توجهی از ساکنین تهران و دیگر استان‌های کشور به این روستا آمده و با خرید ویلا و ملک و ساخت و ساز به نوعی ساکن این روستا شده‌اند.
کار اصلی مردمان این روستا کشاورزی می‌باشد و در کنار آن یک مرغداری پرورش مرغ مادر صنعتی و دامداری‌های کوچک و محلی نیز به چشم می‌خورد. جوانان این روستا بیشتر به دنبال کارهای صنعتی و تحصیل رفته‌اند و در این روستا بیش از ۱۰۰ نفر دارای تحصیلات دانشگاهی از کاردانی تا کارشناسی ارشد به چشم می‌خورد. جنگل‌های طبیعی این روستا هر ساله مخصوصاً در سیزده نوروز پذیرای مردمان بومی و مسافران از بیشتر نقاط کشور می‌باشد.
- آهودشت: با ۲۸۴ خانوار و ۱۳۶۸ نفر جمعیت (۸۷۶ نفر با سواد) دارد فاصله آن تا مرکز بخش ۵/۳ کیلومتر و راه اصلی آن آسفالته است و زبان مردم فارسی با گویش محلی. کودکستان، دبستان و مدرسه راهنمایی دارد. در این روستا برق، گاز، دفتر مخابرات، تلفن، خانه بهداشت و مسجد وجود دارد. محصولات مهم آن برنج، مرکبات و انواع سبزی‌ها است و بقعه آقا شاه بالو در این روستا واقع شده است.

## گردشگری
- روستای کوهستانی داری چشمهٔ کرسی (نور)
- پارک جنگلی نور بزرگ‌ترین پارک جنگلی خاور میانه با مسا حتی حدود ۴۰۰۰ هکتار با انواع گونه‌های گیاهی
- ناتل
- شاه بالو آهو دشت
- سواحل رویان، نور، رستم‌رود و ایزدشهر
- قلعه پولاد بلده
- منطقه ییلاقی دونکوه (دینکوه) دارای چشمه‌های آب سرد و جنگل و کوه
- جنگل میان بند
- جنگل افراسن روستای سرکاج
- خانه نیما یوشیج در یوش بلده
- پارک جنگلی و چشمه کشپل چمستان
- آبشار آب‌پری رویان
- روستای پیمد
- بقعه سلطان احمد
- کوه لُوس
- ییلاق هلوپشته
- آبشار حرم آب
- قله سوردار
- مسجد جامع یالو
- آب گرم و جنگل لاویج
- سد و دریاچه الیمالات
- کوه سور دار و جنگل پایین کاج مغانده
- قلعه کجور
- روستای تاریخی کالج
- روستای انارجار
- تالاب‌های رستم رود[۶]